# Niels Holst-Sørensen
Niels Holst-Sørensen   (Sønder Felding, 19 de desembre de 1922 - 24 d'octubre de 2023) va ser un atleta danès, especialista en curses de mig fons, que va competir durant la dècada de 1940. Posteriorment fou comandant de la Reial Força Aèria de Dinamarca entre el 1970 i 1982 i representant militar de Dinamarca a l'OTAN de 1982 a 1986. Entre el 1977 i el 2002 fou membre del Comitè Olímpic Internacional.

## Carrera esportiva
En el seu palmarès destaquen dues medalles al Campionat d'Europa d'atletisme que es va disputar el 1946 a Oslo. Guanyà una medalla d'or en els 1.500 metres i una de plata en els 800 metres, rere Rune Gustafsson. També guanyà deu campionats danesos, cinc dels 400 i cinc 800 metres. De 1943 a 1947 guanyà ambdues proves cada any. Va posseir el rècord danès dels 400 metres, 800 metres i 4x400 metres.
El 1948 va prendre part en els Jocs Olímpics de Londres, on fou novè en els 800 metres del programa d'atletisme.
El 1977 es va incorporar al Comitè Olímpic Internacional, càrrec que ocupà fins al 2002. Va participar en els comitès de coordinació del COI per als Jocs Olímpics d'Hivern d'Albertville 1992, Lillehammer 1994, Nagano 1998 i Salt Lake City 2002. En jubilar-se, el 2002, fou nomenat membre honorari del COI. També fou president del Comitè Olímpic de Dinamarca i de la Confederació Esportiva de Dinamarca de 1981 a 1984.

## Carrera militar
Holst-Sørensen es graduà a l'Acadèmia d'Oficial de l'exèrcit de Dinamarca, on serví com a tinent durant els anys que compaginà amb la carrera esportiva. El 1950 fou transferit a la Reial Força Aèria de Dinamarca. Finalment fou ascendit al rang de Major General i va ocupar el càrrec de comandant en cap de la Força Aèria de 1970 a 1982 i de representant militar de Dinamarca a l'OTAN de 1982 a 1986. Es va retirar de la Força Aèria el 1987.

## Millors marques
- 400 metres. 47.6" (1944)
- 800 metres. 1'.48.9" (1943)[4][6]